# Hans Walrab von Wangenheim
Hans Walrab von Wangenheim (* 13. Dezember 1884 in  Klein Spiegel, Kreis Saatzig; † 1946 1947 für tot erklärt, nach and. Angaben 1953) war ein deutscher Agrarpolitiker und Zeitungsverleger aus der Familie von Wangenheim.

## Leben
Hans Walrab von Wangenheim wurde als Sohn des Rittergutsbesitzers und Landwirtschaftsführers Conrad von Wangenheim und seiner Ehefrau Hedwig von Klitzing (1854–1919), Tochter der Wally Wahnschaffe und des Kurt von Klitzing, geboren. Hans hatte mehrere Geschwister. Sein Onkel Walter von Wangenheim (1847–1903) wurde kais. dt. Gesandter und bevollm. Minister.
1903 erlangte er das Abitur am Gymnasium in Stargard. Anschließend studierte er an den Universitäten Heidelberg und Greifswald Rechtswissenschaften. In Heidelberg wurde er zu Beginn seines Studiums Mitglied des Corps Saxo-Borussia. 1906 legte er das Referendarexamen ab. Als Einjährig-Freiwilliger absolvierte er den Wehrdienst beim Ulanenregiment Nr. 9 in Demmin. Nach einer Tätigkeit beim Landratsamt in München-Gladbach wurde er 1909 kommissarischer Vertreter des Bürgermeisters in Elsen. 1912 bestand er die große Staatsprüfung.
Nach einem praktischer Tätigkeit, unter anderem als Volontär und Hilfsarbeiter bei Genossenschaften, Landwirtschaftskammern und einer Handelskammer, wurde er 1913 Hilfsarbeiter beim Landratsamt Bergen auf Rügen. 1914 wurde er kommissarischer Leiter der Verwaltung des Kreises Rügen. Von 1916 bis 1917 war er Dezernent an den Oberpräsiden Magdeburg und Stettin. Von 1917 bis 1918 nahm er als Soldat am Ersten Weltkrieg teil. 1919 schied er als Regierungsrat aus dem Staatsdienst aus und bekleidete bis 1925 das Amt des Direktors der Landwirtschaftskammer für die Provinz Pommern in Stettin. Am 1. November 1925 wurde er Generaldirektor und Vorstandsmitglied der Deutschen Tageszeitung Druckerei und Verlag AG in Berlin. Hier oblag ihm die politische und verlegerische Leitung der Zeitung. Er war Vorstandsmitglied der Vereinigung großstädtischer Zeitungsverleger und Grubenvorstandsmitglied der Gewerkschaft Wintershall.

## Auszeichnungen
Im Ersten Weltkrieg wurde von Wangenheim mit dem Eisernen Kreuz II. Klasse, der Roten Kreuzmedaille III. Klasse und dem Österreichischen Ehrenzeichen vom Roten Kreuz II. Klasse ausgezeichnet.